# Cucina al burro
Cucina al burro (La cuisine au beurre) è un film del 1963 diretto da Gilles Grangier.